# Artsvik
Artsvik Harutyunyan, nota semplicemente come Artsvik (in armeno Արծվիկ Հարությունյան?; in russo Арцвик Арутюнян?, Arcvik Arutjunjan; Kapan, 21 ottobre 1984), è una cantante armena con cittadinanza russa.

## Biografia
Nel 2013 partecipa alla seconda stagione del talent show russo Golos, versione locale di The Voice.
Nel 2016 partecipa a Depi Evratesil, kermesse armena che porta alle selezioni nazionali per l'Eurovision Song Contest 2017. Il 24 dicembre 2016 viene annunciata come vincitrice e quindi si guadagna l'accesso all'Eurovision Song Contest 2017 in programma per il maggio 2017 a Kiev, dove l'artista ha gareggiato con il brano Fly with Me dove si è classificata 18ª con 79 punti.

## Discografia

### Singoli
- 2014 – Why
- 2014 – No Fear
- 2015 – I Say Yes
- 2017 – Fly with Me
- 2017 – Mna du
- 2019 – Bang Bang
- 2021 – Serdcem k nebesam
- 2021 – Stay (con Ragda Chanieva)
- 2021 – Snova vo sne